# Hillesøya
Hillesøya  est une petite île du comté de Troms, sur la côte de la mer de Norvège. L'île fait partie la commune de Tromsø.

## Description
L'île de 1,8 km2 est dominée par une montagne, mais le tiers sud-est de l'île est relativement plat et c'est là que vivent les habitants de l'île. En 2018, il y avait 25 habitants sur l'île. L'île se trouve juste au nord de l'île de Store Sommarøya et elle est reliée par le pont Hillesøy au village de pêcheurs de Sommarøy qui à son tour est relié à la grande île de Kvaløya et au reste de la Norvège par le pont de Sommarøy.

## Histoire
Hillesøya est un ancien site d'église, Hillesøy Church (en) étant située sur l'île pendant longtemps, jusqu'à ce qu'elle soit déplacée à Brennsholmen en 1889. Hillesøya était l'homonyme de la municipalité de Hillesøy qui existait de 1855 jusqu'à sa dissolution en 1964.
Il y a eu un grand incendie de forêt sur l'île de Hillesøya en 2012 qui a été causé par un touriste canadien blessé qui tentait d'allumer un feu de signalisation.

## Galerie

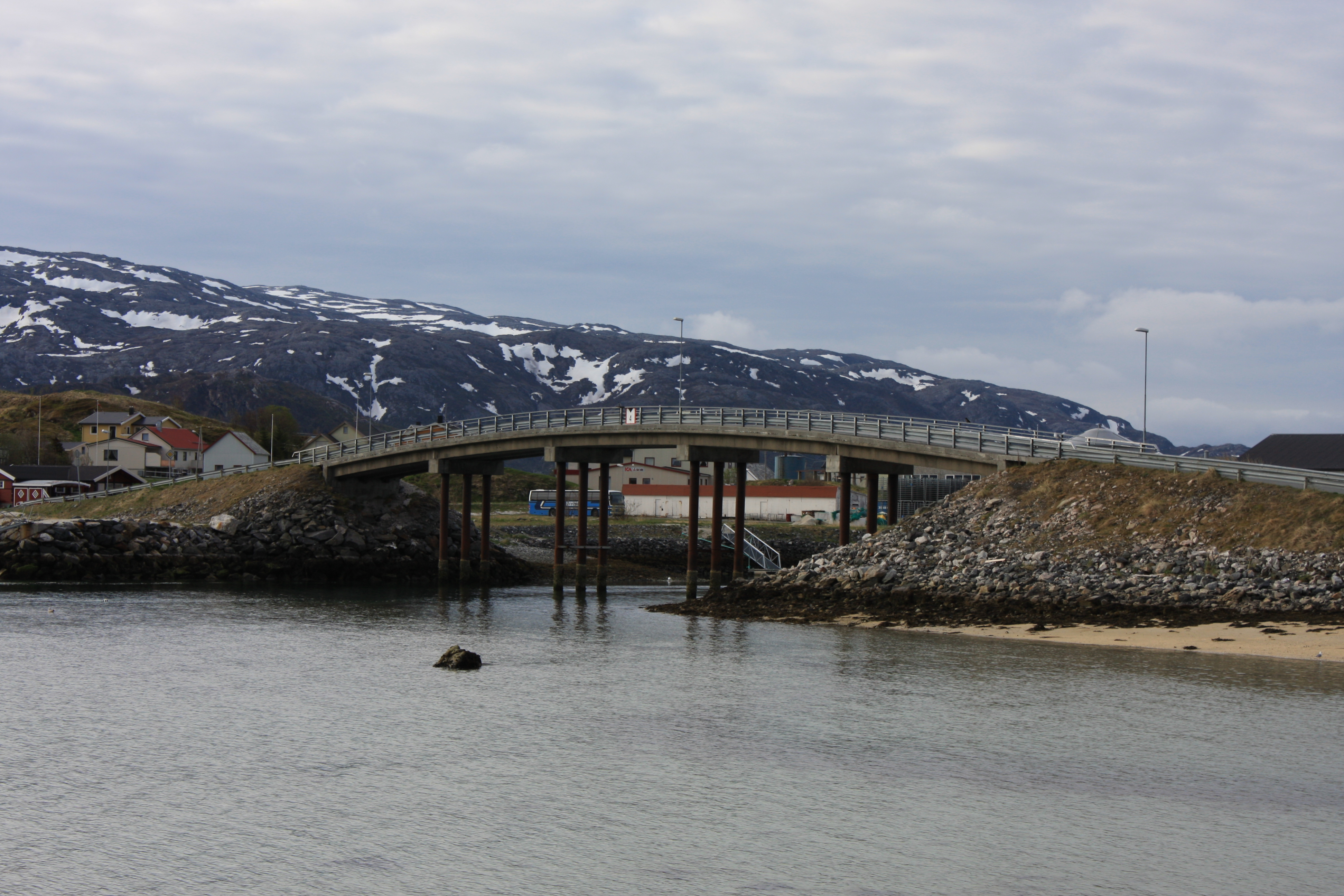
Pont d'Hillesøy
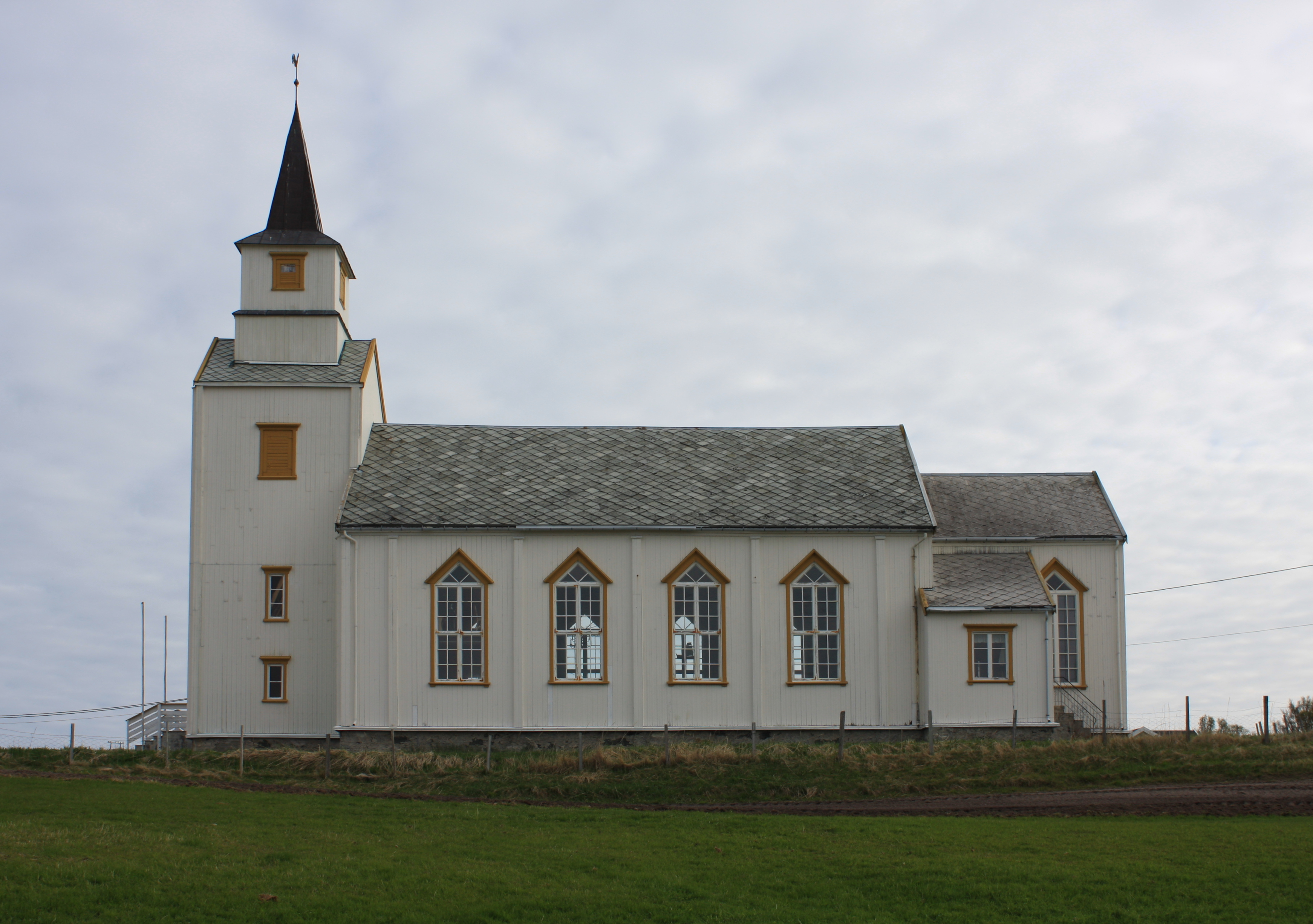
Eglise d'Hillesøy
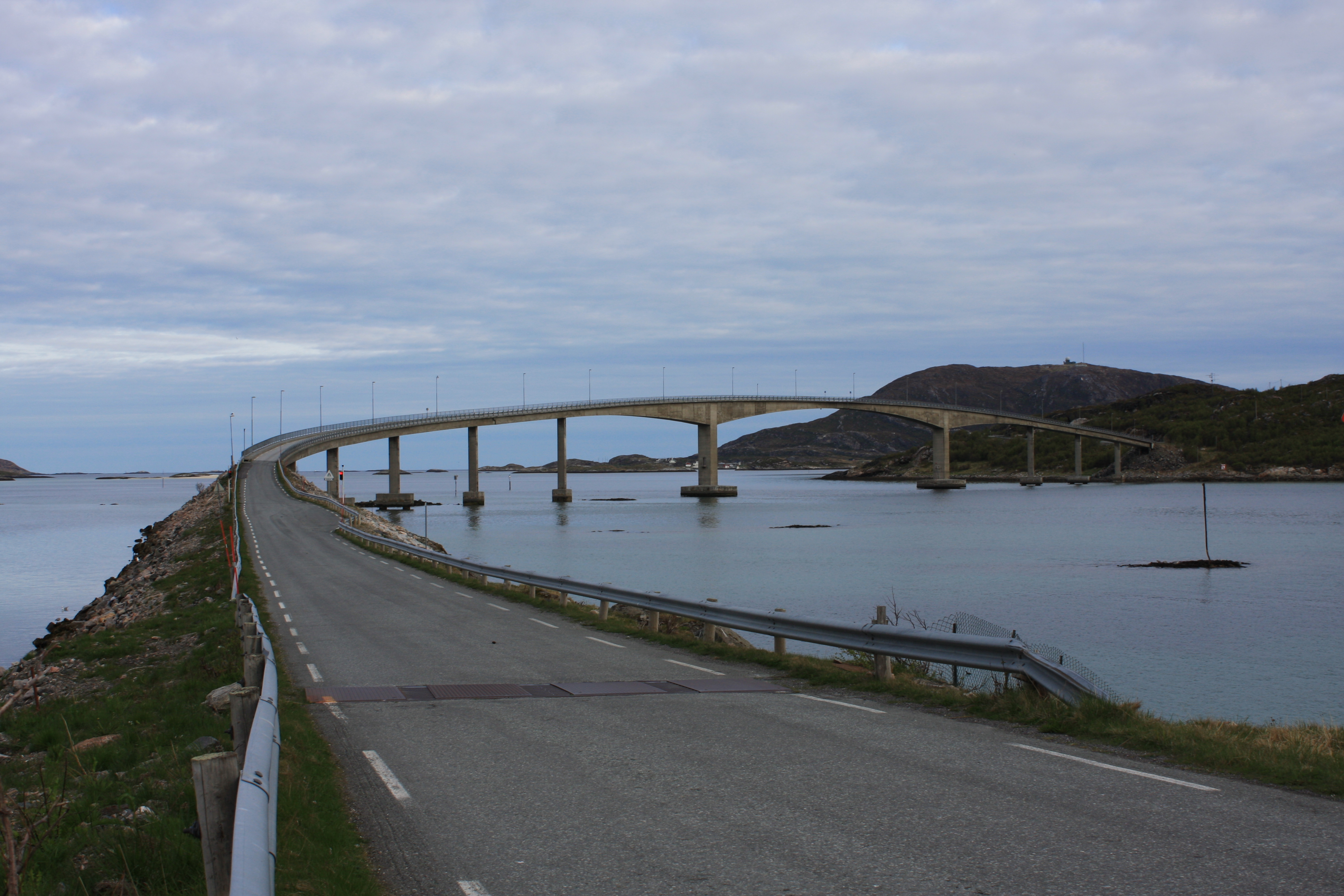
Pont de Sommarøy